# Daniel Bardet
Daniel Yves Bardet (ur. 20 października 1887 w Paryżu, zm. 30 października 1967 w Ménerbes) – francuski hokeista na trawie, który występował m.in. na pozycji napastnika, uczestnik Letnich Igrzysk Olimpijskich 1908.
Na igrzyskach w Londynie Bardet reprezentował swój kraj w jednym spotkaniu (z dwóch, jakie Francja rozegrała na tym turnieju), w którym Francja przegrała 1-10 z Anglią. W klasyfikacji końcowej jego drużyna zajęła ostatnie, szóste miejsce.